# Mälarenergi Arena
Mälarenergi Arena är en idrotts- och evenemangshall för innebandy som ingår i Rocklunda IP på stadsdelen Rocklunda i Västerås. Arenan ligger i norra delen av Rocklunda.

## Arenan
Hallen stod klar 2020 och invigdes i augusti när coronapandemin hade lättat lite. På grund av coronapandemin 2020 var den stängd större delen av året. Arenan sponsras av Mälarenergi. Innebandy är en stor idrott i Västerås. Det finns tre lokala föreningar som kommer att använda hallen. Det är Rönnby IBK, Västerås Innebandy VIB och Skälby IBK.